# Trichocera excilis
Trichocera excilis är en tvåvingeart som beskrevs av Dahl 1967. Trichocera excilis ingår i släktet Trichocera och familjen vintermyggor. Inga underarter finns listade i Catalogue of Life.